# Volker Boehme-Neßler
Volker Boehme-Neßler (* 28. September 1962 in Ludwigsburg) ist ein deutscher Rechtswissenschaftler und Professor für Öffentliches Recht und Medien- und Telekommunikationsrecht an der  Carl von Ossietzky Universität Oldenburg.

## Leben
Volker Boehme-Neßler studierte Rechts- und Politikwissenschaft in Berlin und an der Universität Heidelberg. 1993 wurde er promoviert zum Doktor beider Rechte an der Universität Heidelberg zum Thema Europäisches Richtlinienrecht wandelt deutsches Verwaltungsrecht: ein Beitrag zur Europäisierung des deutschen Rechts. 1997  promovierte ihn die Fakultät der  Politikwissenschaft in Berlin mit der Dissertation Europäische Willensbildung: die Fraktionen im Europaparlament zwischen nationalen Interessen, Parteipolitik und europäischer Integration. Von 1993 bis 1997 war Boehme-Neßler als Rechtsanwalt in Berlin und in Wiesbaden tätig. Von 1998 bis 2014 war er als Professor für Europarecht, öffentliches Wirtschaftsrecht und Medienrecht an der Hochschule für Technik und Wirtschaft Berlin (HTW Berlin) tätig. 2008 habilitierte er an der Universität Kassel zum Thema: Unscharfes Recht: Überlegungen zur Relativierung des Rechts in der digitalisierten Welt. 2014 erfolgte der Ruf an die Carl von Ossietzky Universität Oldenburg, wo er Öffentliches Recht sowie Medien- und Telekommunikationsrecht lehrt.

## Politische Positionen
In einem Interview mit Welt-TV im Mai 2025 kommentierte er die Ablehnung der AfD-Kandidaten für Vorsitze der Bundestagsausschüsse durch die Vertreter aller anderen Parteien so: „Es entspricht dem Buchstaben der Verfassung, aber nicht dem Geist der Verfassung.“
Im August 2025 kommentierte er ebenfalls gegenüber Welt-TV den mit fehlender Verfassungstreue begründeten Ausschluss des AfD-Kandidaten Joachim Paul von der Oberbürgermeisterwahl in Ludwigshafen mit den Worten: „Man muss aufhören, mit juristischen Tricksereien politische Gegner aus dem Weg zu räumen“.